# Balada pro malwy
Balada pro malwy (ukrainisch Балада про мальви ‚Ballade über Malven‘) ist ein ukrainischsprachiges Lied von Wolodymyr Iwassjuk, das auf einem Gedicht von Bohdan Hura basiert. Das 1975 von Sofija Rotaru uraufgeführte Lied handelt von einer Mutter, die vergeblich auf die Rückkehr ihres Kindes aus dem Krieg wartet.

## Entstehung
Wolodymyr Iwassjuk schrieb die Melodie zum Lied Ende der 1960er Jahre und bot Tamara Sewernjuk an, den Text dazu zu schreiben. Sewernjuk verfasste 1969 einen lyrischen Text über das Meer. Im selben Jahr schrieb Bohdan Hura, ein Philosophiestudent aus Tscherniwzi, das Gedicht „Malwy“ (ukrainisch Мальви ‚Malven‘), doch auch diesen Text verwendete Iwassjuk zunächst nicht.
Am 10. Februar 1974 veröffentlichte Iwassjuk in der Zeitung Radjanska Bukowyna Erinnerungen an Reisen in die Karpaten und ein eigenes Gedicht, „Tschariwna nedeja“ (ukrainisch Чарівна недея ‚Zauberhafte Nedeja‘), das eine Variante der Ballade über Malven war.

«Ходім, кохана, в сині гори,

Де вітер вільний, тихі зорі

Й недея сяє з вишини

Й кличе з вишини

Чарами весни.»

„Lass uns gehen, meine Liebe, in die blauen Berge,

Wo der Wind frei ist, die Sterne still

Und Nedeja strahlt von oben

Und ruft von oben

Zauber des Frühlings.“

Später gab er diesen Text auf und kehrte zurück zu Bohdan Huras Gedicht, nachdem er die Melodie und das Arrangement fertiggestellt hatte. Das Lied wurde 1975 von Sofija Rotaru unter dem Titel „Balada pro malwy“ (ukrainisch Балада про мальви) uraufgeführt und später in das Album „Sofija Rotaru singt Lieder von Wolodymyr Iwassjuk“ aufgenommen.
Zunächst wollte Iwassjuk das Lied „Ballade über die Mutter“ (ukrainisch Балада про матір Balada pro matir) nennen: „Die Mutter wartet auf ihre Tochter aus dem Krieg. Und die Tochter – sie ist hier, unter dem Fenster blüht die Malve. Eine Mutter, zu deren Füßen sich die Menschen für ihre Leistung verneigen und die niemals aufhören wird zu warten…“
Nach der Ermordung Wolodymyr Iwassjuks verbinden viele Forscher dieses Lied mit dem Schicksal des Komponisten. Paraskowija Netschajewa, die erste Direktorin des Wolodymyr-Iwassjuk-Museums in Tscherniwzi betonte:

«Було щось у цій пісні трагічно-пророче. Кожен звук, кожен інтонаційний зворот мав смислове навантаження, розкривав тему незнищенності життя, переходу однієї його форми в іншу, незнищенності материнської любові.»

„Dieses Lied hat etwas Tragisches und Prophetisches. Jeder Ton, jede Intonationswendung hat eine bedeutungsvolle Last, offenbart das Thema der Unzerstörbarkeit des Lebens, des Übergangs von einer Form zur anderen, der Unzerstörbarkeit der mütterlichen Liebe.“

## Inhalt
Das Lied handelt von einer Mutter, die auf die Rückkehr ihres Kindes aus dem Krieg wartet. In dem aus der Perspektive des Kindes geschriebenen Text verabschiedet sich das Kind von der Mutter und teilt ihr mit, dass es nicht mehr nach Hause kommen werde, seinem Herzen jedoch Malven entsprossen seien, die bei der Mutter sein werden.

## Interpreten
Das Lied wurde neben Sofija Rotaru auch von Wassyl Sinkewytsch, Wolodymyr Iwassjuk, Ljudmyla Artemenko, Wika Wradij, Inessa Bratuschtschyk, Natalja Samsonowa, Olha Poljakowa, Swjatoslaw Wakartschuk und Nina Matwijenko, Marianna Tscherkassez, Erika, Weremij, Witalij Kalinitschenko, Maryna Odolska und Ani Lorak gesungen. Die Gruppe Weremij spielte es in einer Rock-Version.
Besondere Aufmerksamkeit erhielt das Lied während des russischen Überfalls auf die Ukraine. Am 14. November 2022 veröffentlichte Oleh Schumej eine Version des Liedes auf seinem YouTube-Kanal. Das Video wurde innerhalb weniger Tage mehr als 250.000 Mal aufgerufen.